# フランス国立行政学院

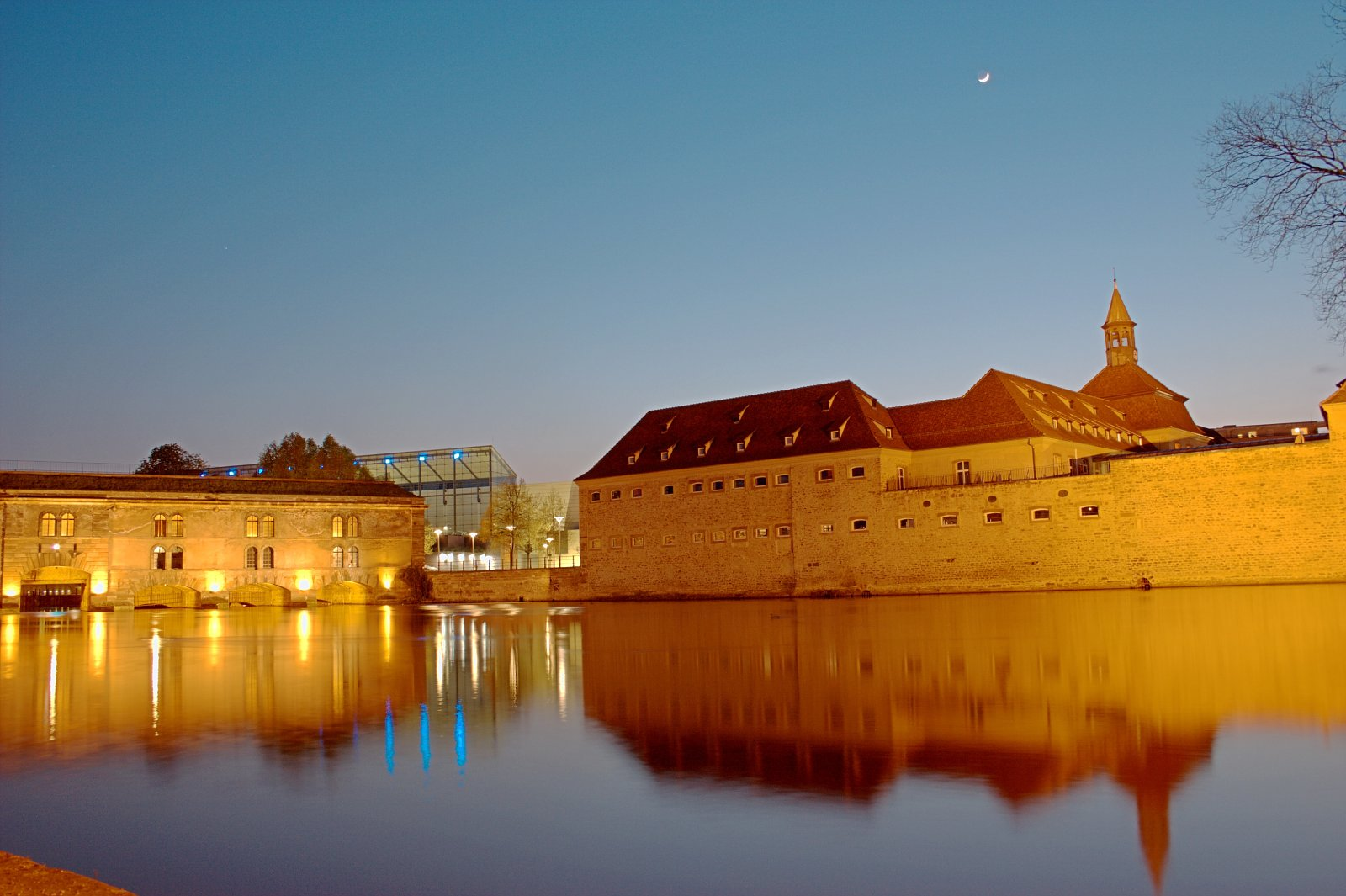
ストラスブールのENA校舎

国立行政学院（こくりつぎょうせいがくいん、École nationale d'administration、略称はENA (エナ)）は、エリート官僚養成校を趣旨とするグランゼコールである。政治家や企業経営者も多数輩出しており、卒業生の人脈は政官財界にまたがっている。
2018年秋からの黄色いベスト運動でエリート主義への民衆の風当たりが強まったことから、同校の卒業生でもあるエマニュエル・マクロン大統領が2019年4月、ENAを廃止する方針を表明。同月8日に改めて廃校を宣言した。他のグランゼコールと共に、2022年1月に新設の「国立公務学院」（Institut national du service public、INSP）へ統合された。

## 概要
他の多くのグランゼコールと異なり、大学または他のグランゼコールを卒業後入学する高等教育機関（3e cycle：第三課程）である。大学院大学に相当する。
設立背景には、200家族による"協調" を軸にした閉鎖的なカルテル（談合）にみる特権階級層によるコーポラティズムやネポティズム（縁故資本主義）等の歴史的な理由があった。第二次世界大戦後の1945年、シャルル・ド・ゴール政権下ミシェル・ドゥブレの主導で設立され、歴史は浅いがエコール・ポリテクニークと共にフランス社会において絶大なる影響力を持っている。とりわけ政界官界において、その存在感が大きいが、フランス資本主義もエナルクが主導している。デモクラシーのフランスにおいて、政権中枢をエナルク（Enarque、ENA卒業生）が占めていることからエナルシー（Enarchie、エナ帝国）と呼ばれ、エナルクはまさにラ・ヌーヴェル・ノブレス（La nouvelle noblesse、新しい貴族）と括られている。ヴァレリー・ジスカール・デスタン以降のフランスの大統領では、フランソワ・ミッテランやニコラ・サルコジ大統領以外は全てエナルクになる。政権閣僚も、サルコジ政権以外ではエナルクによる高い占有率が見られる。
フランソワ・ミッテラン大統領の治政下で企業の国有化が進められ、経営陣にENA出身者が多く送り込まれたことから、経済界でもENA出身者の影響力が高まった。
合格者の多くは、パリ政治学院などグランゼコールの中でも難関校の卒業生によって占められ、長い受験勉強を乗り切れる経済力がある家庭の子弟が多い。このため、格差是正を求める黄色いベスト運動への対応として、マクロン政権が改革の対象とした。ENA廃止だけでなく、グランゼコールを目指す学生用の準備クラスに低所得世帯の成績優秀者枠の創設も計画されている。
1991年にストラスブールのサント＝マルグリット通り (rue Sainte-Marguerite) 1番地に移転後も、およそ10年間、パリ7区の創設の地、サン＝ペール通り (rue des Saints-Pères) 56番地、及び同区ユニヴェルシテ通り (rue de l'Université) 13番地にも校舎があった。
ENAストラスブール校には毎年、選抜試験により、初期養成コースにおよそ80人から100人弱の学生を受け入れている。学生の構成は、ディプロム修了の学生と共にディプロムに加えマスター修了の学生、そして総勢120名ほどの留学生となる。パリ校 (6区オプセルヴァトワール通り2番地、2 avenue de l'Observatoire) では、2500人以上の公務員や経営者幹部などが短期間の生涯学習枠で登録している。
ここを優秀な成績で卒業できない学生達には、西アフリカの諸国でのハイペイドの重要な公職に付けるというフレンチエリートの為の "job creation Program" が存在し、これらの諸国は独立後もフランスの影響下にあるが、独立の自覚が芽生え始めたこの美味しい "就職先" からは、それらのフレンチエリートは不要と言われつつあるのが実情である。

## 役割

### 養成
この学校は、実力ある学生たちを受け入れ、この学校出身者は、フランスの高等公務職の地位に就く権利を有する。また一般的に、国家公務の中心の貴重なキャリアを保障される。俗に「エナ帝国」などと呼ばれる所以である。

### 研究
ENAはまた、行政学研究の役割を次のように担っている。
- 公職における主な争点について、一連した討議の展開。
- 現在検討されている諸問題における、エナ学生の研究への助成。
- 海外の行政システム比較を推進。

### 海外交流
1945年の設立以来、ENAはその二つの国際課程の中で、2000人以上の各国からの留学生を卒業させた。
各学年は80人から100人当たりのフランス人学生につき、30人余りの30ヶ国に及ぶ外国人留学生を抱え、同一の養成がなされる。
ENAはいくつかの国とパートナーシップを結んでいる。また、学校間や国家間の援助協定を結んでいる（マグレブ諸国、中華人民共和国、ポーランド、タイ、シリアなど）。協定などにより、行政管理や公的管理運営についてのエンジニア講習を行っている。日本からも財務省、経済産業省、外務省、警察庁などから新人官僚が定期的に留学している。

## 著名な出身者等

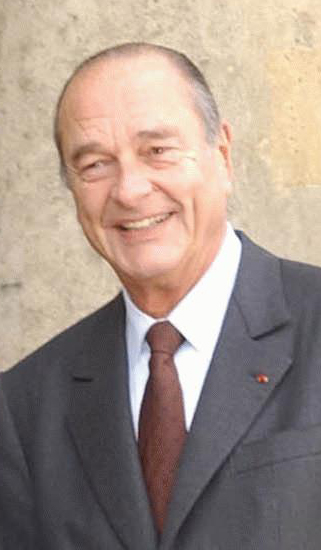
シラク大統領

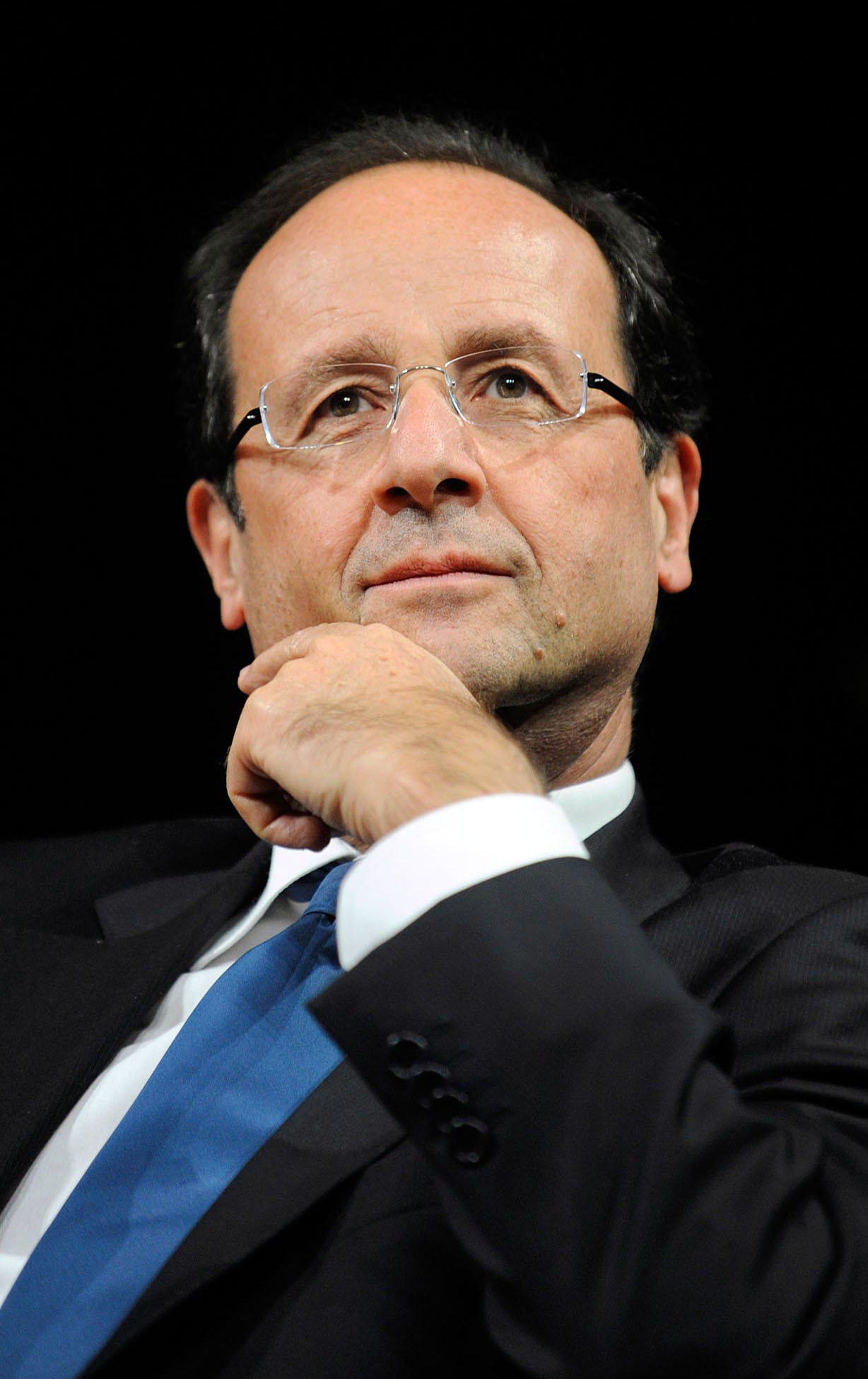
オランド大統領

1945年の創立以来、ENAは5600名のフランス人と2600名の外国人を世に出した。
大統領
- ヴァレリー・ジスカール・デスタン（元フランス大統領）
- ジャック・シラク（元フランス大統領）
- フランソワ・オランド（元フランス大統領）
- エマニュエル・マクロン（現フランス大統領）

首相
- リオネル・ジョスパン（元フランス首相）
- アラン・ジュペ（元フランス首相）
- エドゥアール・バラデュール（元フランス首相）
- ミシェル・ロカール（元フランス首相）
- ローラン・ファビウス（元フランス首相）
- ドミニク・ドビルパン（元フランス首相、元フランス外務大臣）
- エドゥアール・フィリップ（元フランス首相）
- ジャン・カステックス（前フランス首相）

その他

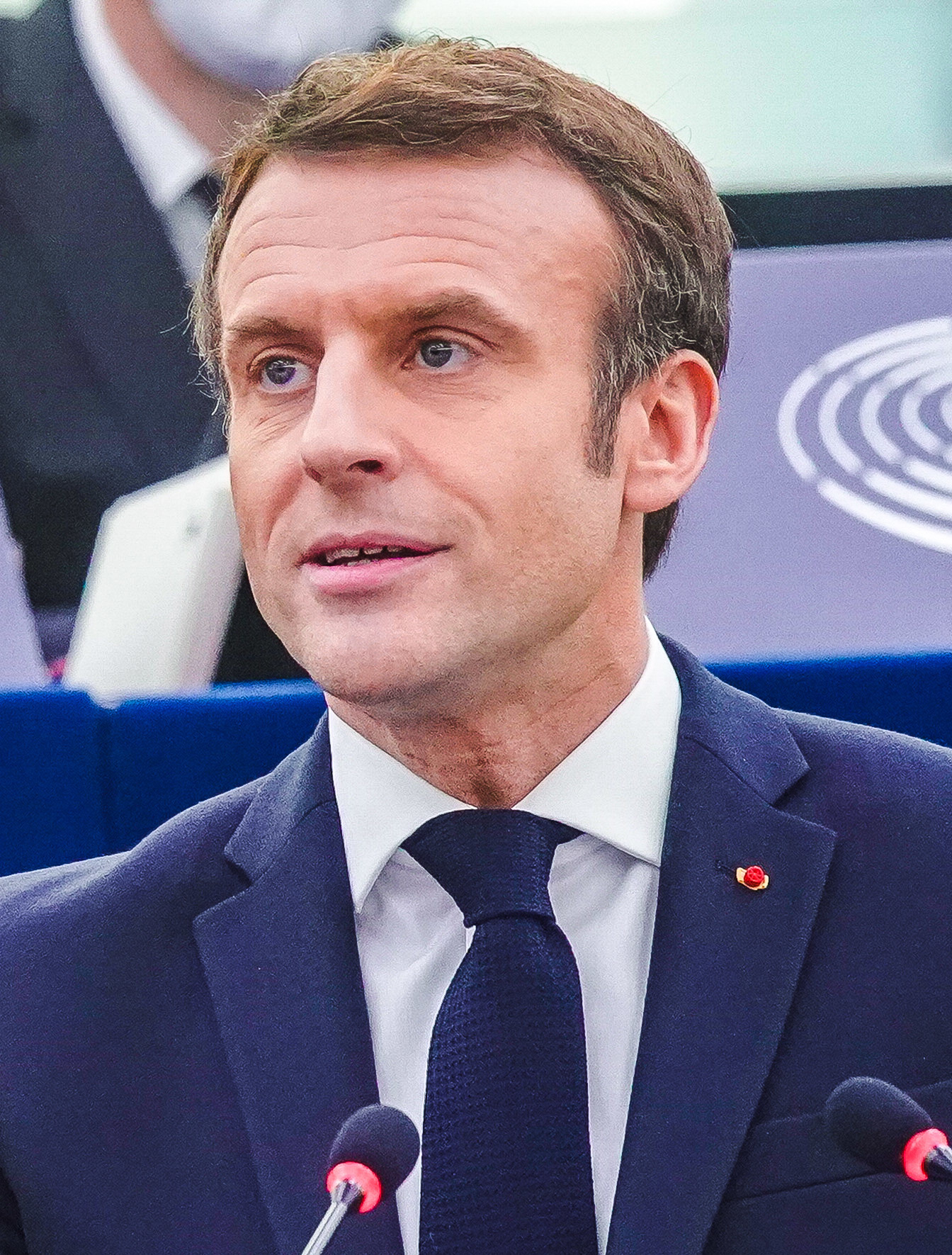
エマニュエル・マクロン大統領

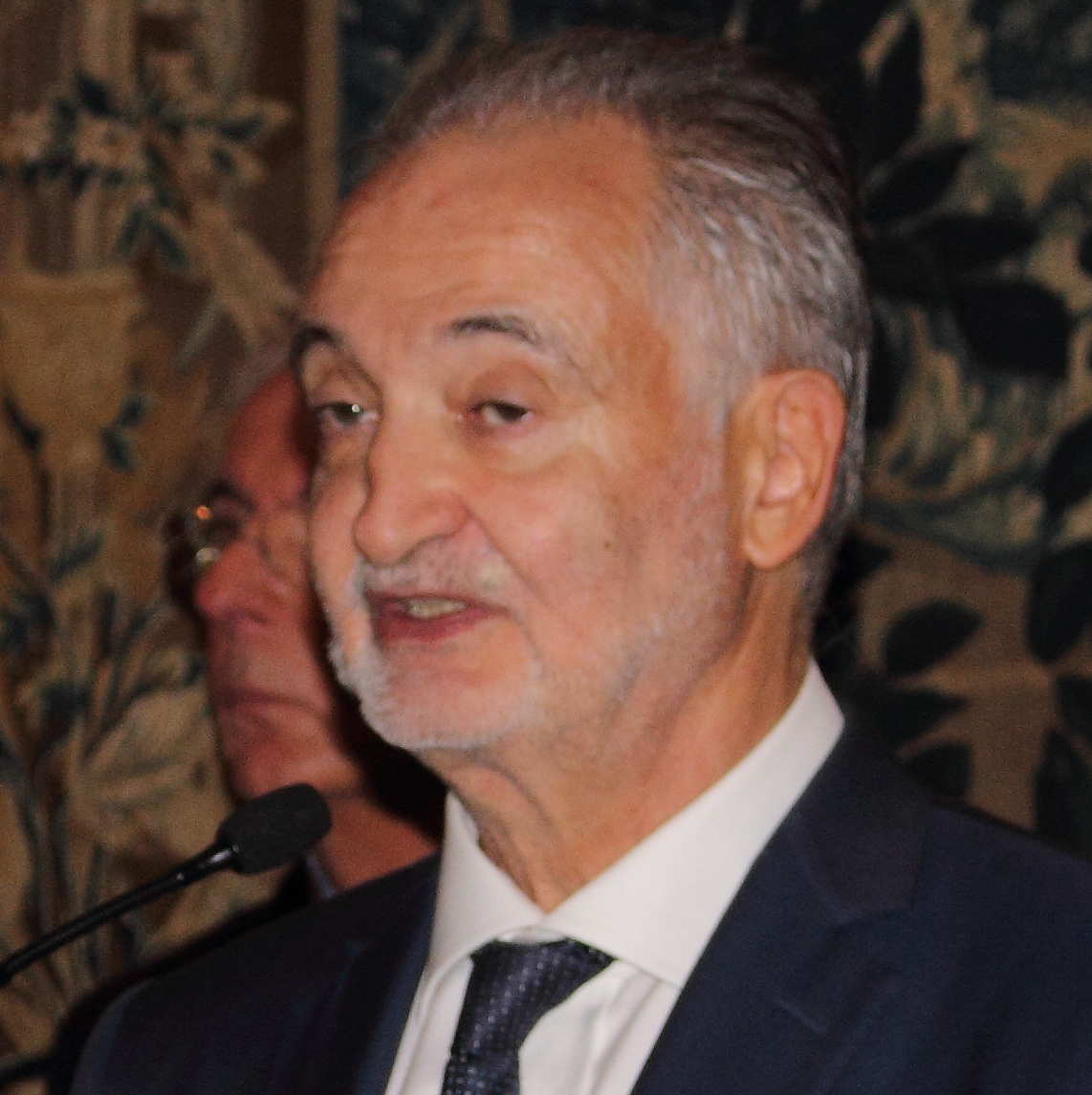
ジャック・アタリ（元大統領顧問）

- ジャック・アタリ（ミッテラン元大統領など政府顧問、経済思想家）
- エリザベート・ギグー（元フランス法相）
- ジャン＝ベルナール・レイモン（元フランス外務大臣）
- ジャン＝クロード・トリシェ（欧州中央銀行総裁、フランス銀行総裁）
- ユベール・ヴェドリーヌ（元フランス外務大臣）
- エルヴェ・ド・シャレット（元フランス外務大臣）
- パスカル・ラミー（元欧州委員会貿易政策担当委員、現WTO事務局長）
- ミシェル・カムドシュ（フランス語版）（元IMF専務理事）
- アントワーヌ・ヴェイユ（フランス語版）（財政監察局財政監査官などの高級官僚、シモーヌ・ヴェイユ (政治家)の夫）
- シモン・ノラ（財政監察局財政監査官などの高級官僚、元首相秘書官）
- ドミニク・ペルベン（元フランス海外領土大臣）
- クララ・ゲマール（フランス語版）（元対仏投資庁（フランス語版）長官、GEインターナショナル副社長, 2009年- 、下記エルヴェの妻）
- エルヴェ・ゲマール（元経済・財政・産業大臣）
- ヴァレリー・ペクレス（現イル＝ド＝フランス地域圏知事, 2015年- 、元経済・財政・産業大臣, 2011-2012年）
- ミッシェル・サパン（フランス語版）（元経済・財政・産業大臣, 2014-17年）
- ルイ・ドラマール（フランス語版）（駐レバノンフランス大使） - 1981年、ベイルートの大使公邸近くで暗殺された（「シリア情報部によるフランス大使暗殺」）
- ベルナール・ド・モンフェラン（フランス語版）（駐日フランス大使, 2003-2005年）
- フィリップ・セガン（会計検査院院長、元フランス社会大臣）
- フランソワ・レオタール（元フランス国防大臣）
- アラン・リシャール（元フランス国防大臣）
- フランソワ・アスリノ（財務上級監査官、人民共和連合の創設者兼党首）
- マルティーヌ・オブリー（元フランス労働大臣）
- フルール・ペルラン（元フランス文化・通信大臣）
- オードレ・アズレ（現UNESCO事務局長、元フランス文化大臣）
- セゴレーヌ・ロワイヤル（2007年フランス大統領選候補者）
- ブリュノ・ル・メール（フランス語版）（現経済・財務大臣）
- シルヴィ・グラール（元フランス軍事大臣）
- フロランス・パルリ（前フランス軍事大臣）
- フィリップ・セトン（駐日フランス大使）
- カトリーヌ・コロナ（フランス欧州・外務大臣）

海外
- テア・ツルキアニ（ジョージア法相）
- アドリー・マンスール（2013年エジプト暫定大統領）
- ヘンリク・シュミーゲロー（駐日ドイツ大使）

日本
財務省
- 内海孚（財務官、大蔵官僚）
- 村田吉隆（国家公安委員長、衆議院議員、大蔵官僚）
- 清水治（早大教授、内閣府審議官、大蔵・財務官僚）
- 古澤満宏（IMF副専務理事、財務官、大蔵省理財局長）
- 片山さつき（地方創生担当大臣、参議院議員、大蔵・財務官僚）
- 三村淳（財務官、財務省国際局長）[8]

経済産業省
- 伊吹迪人（通産研究所次長、通産官僚）
- 古田肇（岐阜県知事、外務省経済協力局長、通産・経産官僚）
- 八幡和郎（評論家、通産官僚）
- 羽藤秀雄（特許庁長官、通産・経産官僚）
- 増山壽一（環境省特別参与・G20大臣シェルパ、北海道経産局長、通産・経産官僚）

外務省
- 高橋文明（駐スペイン大使）
- 小田部陽一（ジュネーヴ国際機関政府代表部大使）
- 鈴木庸一（駐フランス大使）
- 西村篤子（駐ルクセンブルク大使）
- 桂誠（駐フィリピン大使）
- 山田文比古（東京外大教授、外務官僚）
- 兼原信克（内閣官房副長官補、外務官僚）
- 津川貴久（駐ベナン大使）
- 樋口義広（駐マダガスカル大使（コモロ兼轄））
- 赤堀毅（外務審議官）

警察庁
- 川田晃（国際刑事警察機構警察局長、皇宮警察本部長）
- 安藤隆春（警察庁長官）
- 北村滋（国家安全保障局長、内閣情報官）